# Église Saint-Vivien de Vergeroux
L'église Saint-Vivien est une église située à Vergeroux, dans le département français de la Charente-Maritime en région Nouvelle-Aquitaine.

## Historique
L'église est inscrite au titre des monuments historiques par arrêté du 13 mars 1935.

## Galerie

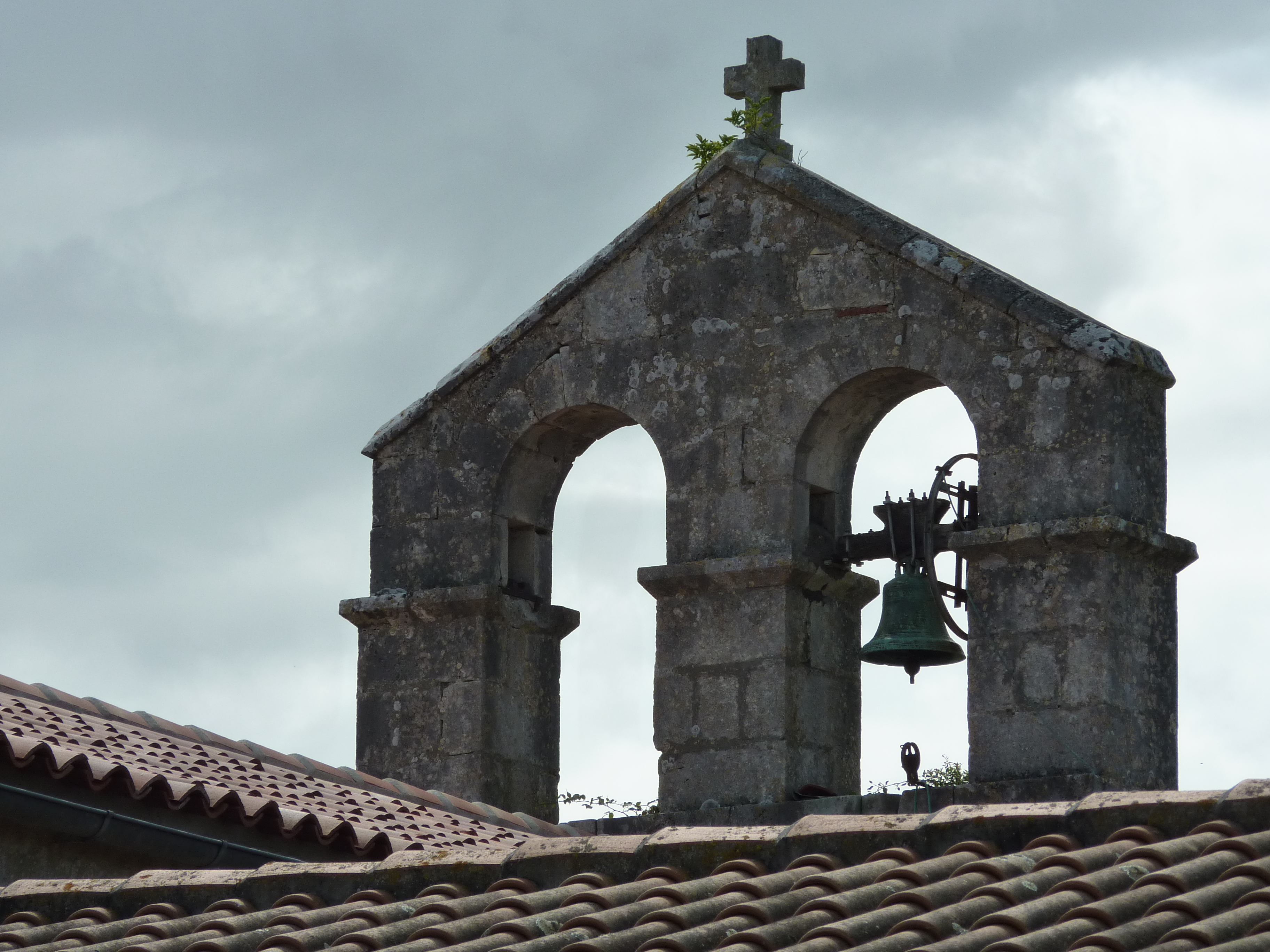
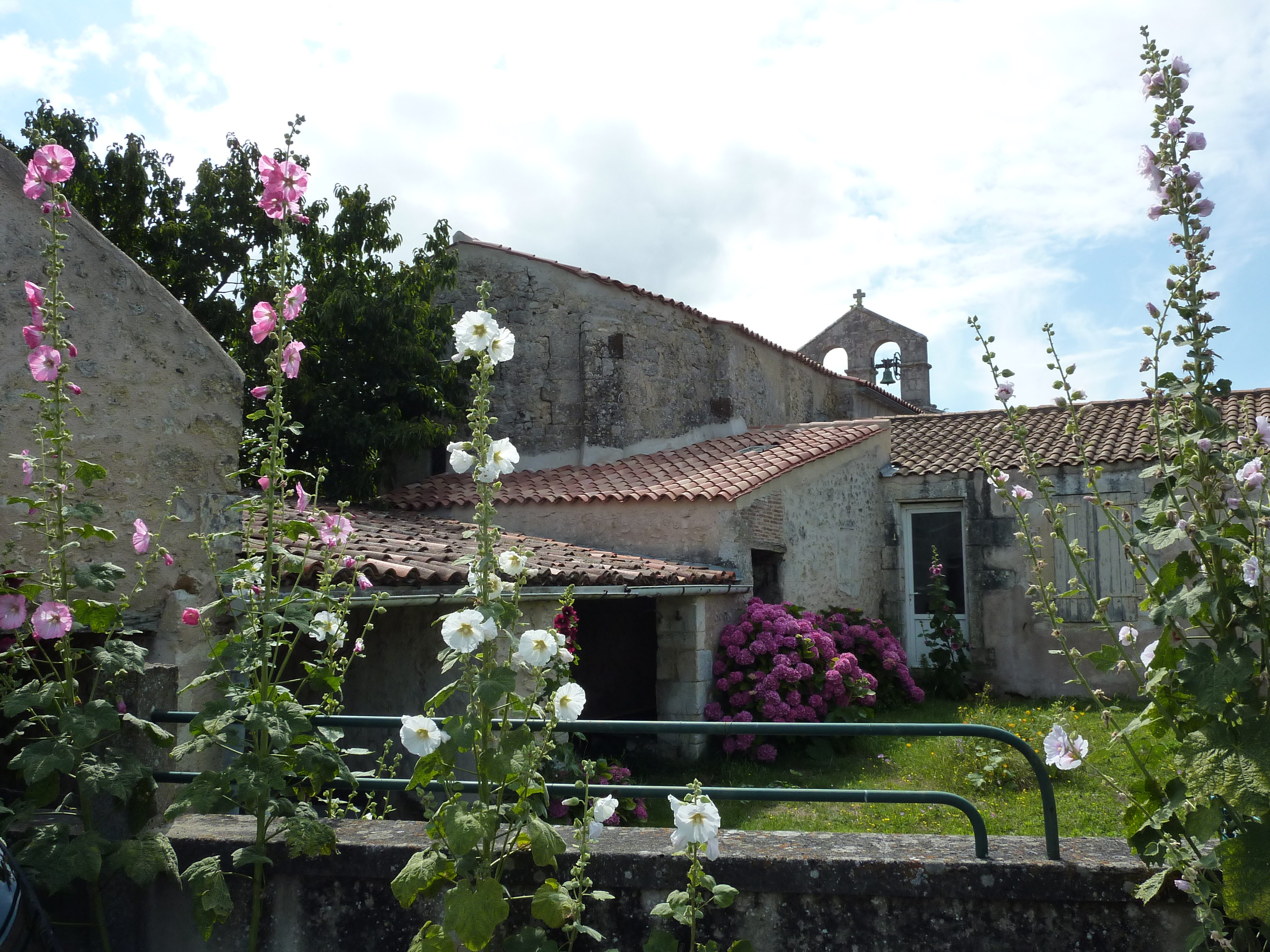